# Nhục đậu khấu Côn Đảo
Nhục đậu khấu Côn Đảo (danh pháp khoa học: Myristica guatteriifolia) là một loài thực vật thuộc họ Myristicaceae. Loài này có ở Indonesia, Malaysia, Myanmar, Philippines, và Việt Nam.